# ACCプロダクション
ACCプロダクション（正式社名：株式会社エーシーシープロダクション製作スタジオ）は、かつて存在したアニメーションの企画・制作および撮影制作を主な事業内容とする日本の企業。

## 概要・沿革
兄の菅谷正昭が設立したアニメーション撮影会社スタジオ珊瑚礁の出身で、その後東映動画（現：東映アニメーション）の撮影などを手がけた菅谷信行が、1979年に設立したアニメーションの撮影制作会社である。主に東映アニメーション作品の撮影を中心に活動をおこなっている一方、『MUSASHI -GUN道-』等の元請制作も中心に活動を行っていた。多くの作品の場合は、「ACCプロダクション」、「ACC谷原スタジオ」の名義でクレジットされていた。2007年11月、東京地方裁判所に破産手続廃止の決定が下る。
『RGBアドベンチャー』のキャラクターに関する著作権を巡って、中国籍のデザイナー (原告) とACCプロダクション (被告) 間で訴訟に発展した。当事案の2003年最高裁判決は、職務著作の判断要件に関するリーディング・ケースとして知られている。

## 主な作品

### 制作作品
- スクーパーズ（1987年）
- おまかせスクラッパーズ （1994年-1995年）
- ギルステイン（2002年）
- MUSASHI -GUN道- （2006年）
- RGBアドベンチャー （2006年）

### 撮影担当作品

#### テレビアニメ
- ゼンダマン （1979年-1980年）
- 亜空大作戦スラングル（1983年 - 1984年）
- ななこSOS （1983年）
- 忍者戦士飛影 （1985年-1986年）
- シティーハンター （1987年-1988年）
- 魔神英雄伝ワタル （1988年-1989年）
- らんま1/2 （1989年-1991年）
- 機甲警察メタルジャック （1991年）
- 蒼き伝説シュート! （1993年-1994年）
- 空想科学世界ガリバーボーイ （1995年）
- グランダー武蔵RV （1998年）
- まもって守護月天! （1998年-1999年）
- ONE PIECE （1999年-）
- Kanon （2002年）
- エアマスター （2003年）
- 明日のナージャ （2003年-2004年）
- ボボボーボ・ボーボボ （2003年-2005年）
- リングにかけろ （2004年）
- 祝!(ハピ☆ラキ)ビックリマン （2006年-2007年）

#### 劇場アニメ
- はだしのゲン2 （1986年）
- ガンドレス （1999年）
- デジモンアドベンチャー （1999年）

## 註釈
1. ↑  最二小判平成15・4・11 (判時1822号133頁、および労判849号23頁収録)[1]